# 陳公博
陳公博（1892年10月19日—1946年6月3日），祖籍福建上杭，生於廣東南海縣（今廣州市），中華民國大陸時期政治领袖。曾為中国共产党第一次全国代表大会代表，中國國民黨第二次全國大會中央執委。中國抗日戰爭開始後隨汪精衛任南京政府立法院長，是汪精衛政權第二號人物。汪精衛死後，代理南京國民政府主席兼行政院長。日本二戰投降後，逃往日本，最後被押解回中國，審訊後被槍決。

## 生平

### 家世背景
陳公博生於官宦之家，原籍福建汀州上杭，后移居广东韶州乳源，自陈公博祖父时举家迁居至属于南海县的广州府城。

### 早年經歷

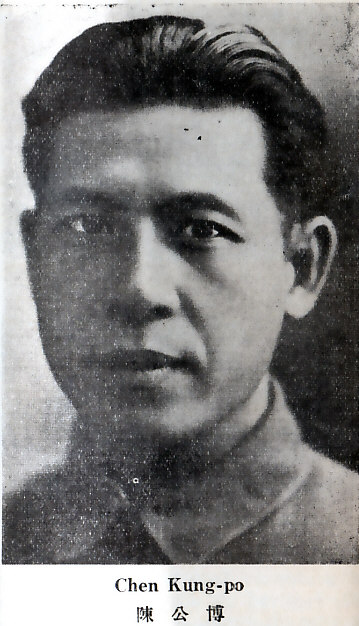
早年的陳公博

陳公博於廣州出生，自幼弄槍習棒，曾獨自把幾個驕橫的八旗子弟打傷，6岁开始阅读《水浒传》、《三国演义》、《西游记》等小说。1907年，15歲的陳公博與父親在家鄉組建“三點會”反清，失敗被囚。
1917年，陳公博於廣州的廣東法政專門學校畢業，進入北京大學哲學系。在五四運動時接受各種新思潮。1920年於北大畢業，回廣州後開始接受社會主義，創辦了宣傳新思維、馬克思主義及社會主義的《群報》。

### 参加中共
1920年大學畢業後，由於陳獨秀受聘到廣州，陳公博與陳獨秀、譚平山等人組成中國共產黨廣州支部。1921年，中共在上海召開第一次全國代表大會，陳公博代表廣州出席。关于陈公博出席中共一大前後的所见所闻，陈在1942年後曾出版《我与共产党》一文，里面不光提到一大内情，包括一大因巡捕搜查而被迫转移到南湖继续开会，以及陈所下榻的大东旅馆发生的命案等。1965年，《春秋》杂志社搜集到陈公博所写的《我与共产党》原文，经曾在汪精卫政府与陈公博和周佛海共事的金雄白检阅後，《春秋》杂志社將陈的文章和周佛海的集结成为《陈公博周佛海回忆录合编》一书出版，金雄白并以朱子家名义作序。
1922年6月，因陈公博公然写文章支持陈炯明和六一六事变，中共中央特派张太雷去广东，要求陈立即去上海向党组织做出解释。陈公博不但断然拒绝，还在给陈独秀的信中说并宣称“今后独立行动，不受党的约束”。并在中共广州支部的会议上扬言要“不再履行党员义务，拟离党而另组广东共产党”。中共中央于1923年春对其做出了“分裂党组织，错误严重，而且不思悔改，影响恶劣”的定性，正式决定将其开除出党。

### 出国留学
1923年2月29日到美國紐約在哥倫比亞大學留學攻讀經濟學碩士，并于1924年完成了硕士论文《共产主义在中国》，获得美国哥伦比亚大学授予的硕士学位。在这篇论文中，陈公博对马克思主义学说开始持完全否定的态度。在硕士畢業後，他繼續攻讀博士，結束了博士課程但未能寫完論文。

### 歸國加入国民党
1925年4月，陳公博回到廣州即被廖仲愷延攬，加入國民黨，並出任國立中山大學代理校長。受汪精衛、廖仲愷的重視，先後任黨部書記，國民政府廣東省工農廳長。
1926年國民黨第二次全國代表大會上當選中央執行委員，進入國民黨領導核心。北伐開始後，作為蔣介石隨員北上。寧漢分裂時支持武漢的汪精衛。寧漢合流後到廣州，聯合張發奎驅走李濟深，準備迎接汪主事。之後1927年12月共產黨發動廣州暴動，陳公博等受各方責難，於1927年12月逃到香港。

#### 國民黨“改組派”
1928年，陳公博到上海，出版各種書刊提出改組國民黨的各種主張，成為國民黨內改組派的宣導者。
1931年九一八事變後，國民黨內謀求和解，蔣介石及汪精衛再度合作，汪任行政院長。1931年12月30日，國民政府任命陳公博為實業部長。1932年1月5日，陳接任部長後，立即提出《四年實業計劃》。陳亦任國民政府民眾訓練部等職。1935年11月，汪精衛被刺，於12月1日電請辭去行政院長本兼各職。12月12日，陳辭去實業部長職。1936年2月，汪辭去行政院長，陳亦辭職。

### 投靠日伪
1937年抗戰爆發。之後，汪精衛與日本暗中交涉談判，於1940年3月到南京，成立其與日本合作的「國民政府」。陳公博初時對汪的投日有所保留，最後卻選擇追隨，任南京汪政府的首任立法院長，後兼上海市長。1944年汪往日本治病，陳公博任國民政府代主席。汪死後，兼任行政院長、軍事委員會委員長等職。1945年初，鉴于同盟国在太平洋完全取得優勢，日本戰敗只是時間的問題，陳亦開始透過軍統向重慶暗通款曲，故意包庇以協助軍統的行動。
1945年8月15日，日本無條件投降，次日陳公博宣佈解散南京國民政府，改成立南京「臨時政務委員會」和「治安委員會」，自任兩委員會委員長。

### 被捕受审
原本陳還望能得到重慶接受，但其计划失败，最終于1945年8月25日晨带着妻子李励庄等人乘飞机出逃日本，國民政府随即發出對陳公博的通緝令。此时陈公博几次自杀均被人发现，妻子李励庄把手枪藏了起来，并寸步不离地守着陈公博，防他再寻短见。为此日本政府心生一计，通过同盟通讯社播发了一条假消息：“陈公博开枪自杀身亡。”日本政府打算让陈公博就此长期隐居日本，以逃脱中国政府的惩罚，但中国方面看到陈公博自杀的报道后断定这是一条假消息。不久，国民政府在南京受降後向日本提出引渡陈公博等人回国的正式要求，如果陈公博真的是自杀，则要由中国方面派人验尸，作為戰敗國的日本無法保護陳公博，只能將其交出。
1945年10月3日，陳被國軍傘兵押回中國，交由軍統羁押于南京宁海路军统局临时看守所。在看守所的几个月里，他不甘寂寞，要来纸笔，每天伏案书写，写了长达3万字的《八年来的回顾》的文章，文中，陈公博竭力为自己的汉奸行为辩护。后他与汪精卫的妻子陈璧君，陈璧君的妹夫伪行政院副院长、伪外交部长诸民谊一起，被转押到苏州高等法院狮子口监狱看守所。
1946年4月，陳公博在蘇州獅子口的江蘇高等法院受審。在法庭上，他做了如下辩护，仍然拒绝承认其汉奸罪行：
原起訴書中目我為『甘心降敵，賣國求榮，在敵人鐵蹄之下，組織傀儡政府，予取予求，唯命是聽。』至比汪先生為張邦昌、劉豫。我雖不贊成汪先生組織政府，但如此比喻，殊為不倫！在從前汪先生受人痛駡，數年以來，我都沒有替他辯護，因為汪先生說過為國家，為人民，死且不怕，何畏乎罵？而且戰爭時期，最要緊是宣傳，非罵汪先生不足以固軍心，我認為抗戰是應該，而和平是不得已。汪先生既求仁得仁，我又何必替他辯護？但現在不是抗戰時期，而是在勝利時期，汪先生也逝世了，我們已不需要宣傳，我們應該抑制感情，平心靜氣去想想，當日汪先生來京之時，淪陷地方至十數省，對於人民，只有搶救，更無國可賣。在南京數年，為保存國家人民元氣，無日不焦頭爛額，忍辱挨駡，對於國人，只有熬苦，更何榮可求？我對汪先生的行動是反對的，而對汪先生的心情是同情的。到了今日，我們應該想念汪先生創立民國的功勳，想念他的歷史和人格，更應想想他在事變之前，事變之中，如何替國家打算，如何替蔣先生負責？
不過我對於檢察官是很諒解的，當日我在重慶、在香港，極力謀黨的團結、國的統一，那情形太曲折而複雜了，並非今日檢察官所能瞭解。迨至南京以後，為保存國家人民元氣，和日本苦鬥，如保存東南各省。使蔣先生能容易統一中國，那情形也太曲折而複雜了，並非今日檢察官所能瞭解的。在今日眾議沸騰，真相不明，尤其是政治是那樣困難而波折，承辦本案的檢察官，即使他心裏很明白，而又背負責任，那一個敢挑起千鈞重擔？說陳公博可以功罪相抵；那一個敢說陳公博無罪呢？」
1946年4月12日，江苏高等法院以通謀敵國罪成立判處死刑。4月20日，陈妻李励庄向最高法院提出申请复判，企图救陈一命。同时，她还向报界发表谈话，声称陈通过“军统”徐天琛所设的电台，向重庆当局汇报日军情况，而重庆方面经奉“委座”嘉勉的录谕转达电报现在仍然保存，是否可以公开。李的申请状被最高法院驳回。5月14日，最高法院核准原判，呈送司法行政部核发执行命令。6月2日，执行死刑的命令送达江苏高等法院，此时陈公博先给家属写了遗书，又给蒋介石写了一封信，只写了一半，信中仍主张反共。陈公博於6月3日被槍決。

## 其他
陈在美国留学期间所著的硕士论文《共产主义在中国》中的内容关于中共早期活动，且引用了中共一大纲领。此论文在1960年代被哥伦比亚大学著名教授兼汉学家韦慕庭在该校图书馆发现，之后写了长篇序言跟陈的论文一起发表，结果能与共产国际早期关于中共建党的档案相印证，从而成功复原了已散佚的中共一大纲领。
陳公博創作舊體詩，作品雖不多，但汪精衛認為其天資甚高。2013年，其子陳幹將這些詩作以及陳公博在獄中所寫的遺書裒集成冊，在香港出版了《陳公博詩集》，並於2015年出版增訂本。